# Bartal Eliasen
Pour les articles homonymes, voir Eliassen.
Bartal Eliasen le 23 août 1976 à Fuglafjørður aux Îles Féroé, est un footballeur international féroïen, qui évoluait au poste de défenseur.

## Biographie

### Carrière en club
Avec les clubs de l'ÍF Fuglafjørður et du GÍ Gøta, Bartal Eliasen dispute 12 matchs en Ligue Europa, et deux matchs en Coupe Intertoto, et un but inscrit.
Avec le GÍ Gøta, il remporte une coupe des îles Féroé.
Au cours de sa carrière de joueur, Bartal Eliasen dispute notamment 372 matchs en première division féroïenne, pour 75 buts inscrits.

### Carrière internationale
Bartal Eliasen compte 6 sélections avec l'équipe des îles Féroé entre 1997 et 2009,.
Il est convoqué pour la première fois en équipe des îles Féroé par le sélectionneur national Allan Simonsen, pour un match amical contre l'Islande le 27 juillet 1997. Le match se solde par une défaite 1-0 des Féroïens.
Il reçoit sa dernière sélection le 9 septembre 2009 contre la Lituanie. Le match se solde par une défaite 2-1 des Féroïens.

## Palmarès
- Avec le GÍ Gøta
  - Vainqueur de la Coupe des îles Féroé en 2000